# Léguillac-de-Cercles
Léguillac-de-Cercles là một xã của Pháp, nằm ở tỉnh Dordogne trong vùng Aquitaine của Pháp. Xã này có diện tích 21,47 km2, dân số năm 2006 là 291 người. Xã nằm ở khu vực có độ cao trung bình 210 m trên mực nước biển.

## Thông tin nhân khẩu
| Năm    | 1962 | 1968 | 1975 | 1982 | 1990 | 1999 | 2006 |
| ------ | ---- | ---- | ---- | ---- | ---- | ---- | ---- |
| Dân số | 429  | 396  | 356  | 319  | 286  | 274  | 291  |